# Passo dell'oca

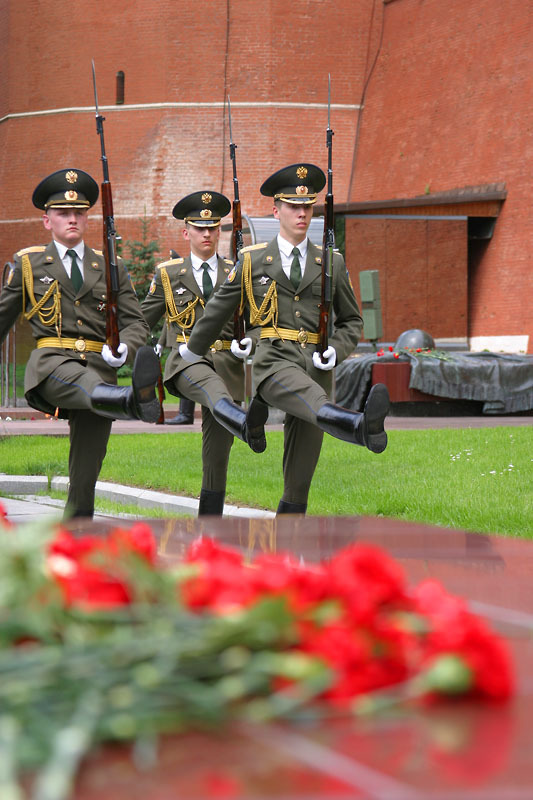
Cambio della guardia, Alexander Park, Mosca, 2005. Le guardie imbracciano la Simonov SKS.

Il passo dell'oca è un modello di passo marziale in uso nelle parate militari.

## Caratteristiche
Si tratta di una forma particolare di passo cadenzato e prevede che soldati elevino la gamba distesa fino a farle raggiungere una posizione più o meno orizzontale. Al momento di posare contemporaneamente lo stivale a terra, i soldati in marcia producono un caratteristico e forte rumore. Dato che si tratta di una pratica difficile da eseguire, richiede un addestramento speciale, spesso eseguito in piccoli gruppi affinché i soldati non si feriscano.

## Storia
Fu portato a uso sistematico in Prussia all'inizio del XIX secolo in accordo al concetto di rigida disciplina che caratterizzava le truppe di quello stato. In precedenza era stato anche adottato da Eugenio di Savoia per ritmare il passo delle sue truppe. Ebbe comunque un successo internazionale abbastanza duraturo, anche se adottò nomi sempre nuovi, comparendo in forme leggermente diverse tra di loro.
- Venne adottato nella Russia zarista, per essere conservato dal regime sovietico, per esempio nelle celebrazioni annuali della rivoluzione d'ottobre.
- In funzione dei suoi connotati di ostentata virilità e di prestigio, il passo dell'oca esercitò un fascino non indifferente sul fascismo in genere, tanto che venne usato prima in Germania nella Wehrmacht e poi nelle truppe italiane, contro la volontà del Re. Infatti Mussolini lo introdusse nel 1938 ribattezzandolo con il nome di "passo romano". Si giustificava all'epoca l'inedita denominazione rifacendosi al "militaris gradus" (doppio del passus e con cadenza di 120 passi al minuto) citato nel IV secolo da Vegezio, e al plenus gradus, cioè l'andatura più fiera che le legioni usavano utilizzare nelle sfilate cui assisteva l'Imperatore, tendendo le gambe e facendo battere poderosamente sul terreno i talloni dei calzari.[1] Esso si presentava dunque più solenne ancorché più pesante e faticoso di quanto non fosse il passo dell'oca propriamente detto (100 passi al minuto, scanditi dai tamburi mentre risuonavano le note della marcia "Principe Eugenio").
- Dopo la fine della seconda guerra mondiale, il passo dell'oca venne conservato in forma ridotta nella Repubblica Democratica Tedesca: infatti, la punta del piede arrivava soltanto fino all'altezza del ginocchio e per questo tipo di esecuzione fu trovato il nome di Exerzierschritt.

## Uso
Come accennato, lo scopo di questo passo è quello di ostentare potere e disciplina di massima precisione, tanto che viene usato di solito in stati dal regime totalitario. Fu oggetto di aspra critica da parte di diversi intellettuali come George Orwell. Nella raccolta di saggi Il leone e l'unicorno, Orwell proponeva l'interpretazione metaforica dello stivale di un soldato nell'atto di calpestare il viso di una persona.
Il suo uso è oggi limitato a poche occasioni di particolare prestigio, rivolte al grande pubblico ed eseguite in alta uniforme. È tuttora in uso nei paesi più disparati: oltre alla Federazione Russa e alla Bielorussia, viene utilizzato da altri paesi storicamente legati all'influsso sovietico come il Vietnam, Cuba, la Cina e la Corea del Nord. Si ritrova infine in alcuni stati del Sudamerica come il Cile in quanto nel XIX secolo l'esercito cileno venne istruito da militari prussiani che introdussero tale passo nell'addestramento delle truppe; in quel Paese, prende il nome di "Paso regular".

## Sport
- Nel rugby è un particolare gioco di gambe inventato dall'australiano David Campese[2] che consente al portatore di palla di rallentare la corsa e quindi fare una ripartenza veloce cambiando direzione della corsa e destabilizzando la difesa avversaria. L'abilità si esegue facendo alcuni passi in velocità dando slancio alla gamba d'appoggio mentre l'altra gamba si muove in direzioni diverse per disorientare l'avversario. Gesto considerato di grande atletismo e spettacolarità molto utilizzato in tutte le varianti del rugby (rugby a 7, rugby a 13 e rugby a 15) ma anche in altri sport similari come football americano.
- Nella pallamano è spesso utilizzato dagli attaccanti per eludere e spiazzare i difensori avversari.
- In atletica, ci sono due principali variazioni che consistono nel correre rimbalzando su una gamba e sollevare il piede davanti alla gamba tesa verso i glutei:
  - il piccolo passo dell'oca: in piedi, avanzando in punta di piedi, solleva alternativamente ogni gamba fino a 45 ° dal suolo;
  - il grande passo dell'oca: stesso esercizio, ma spingendosi il più possibile in avanti tra ogni passo.

- Il piccolo passo dell'oca è l'ideale da posizionare in riscaldamento per i velocisti, il grande passo dell'oca è l'ideale prima del triplo salto.

## Galleria d'immagini

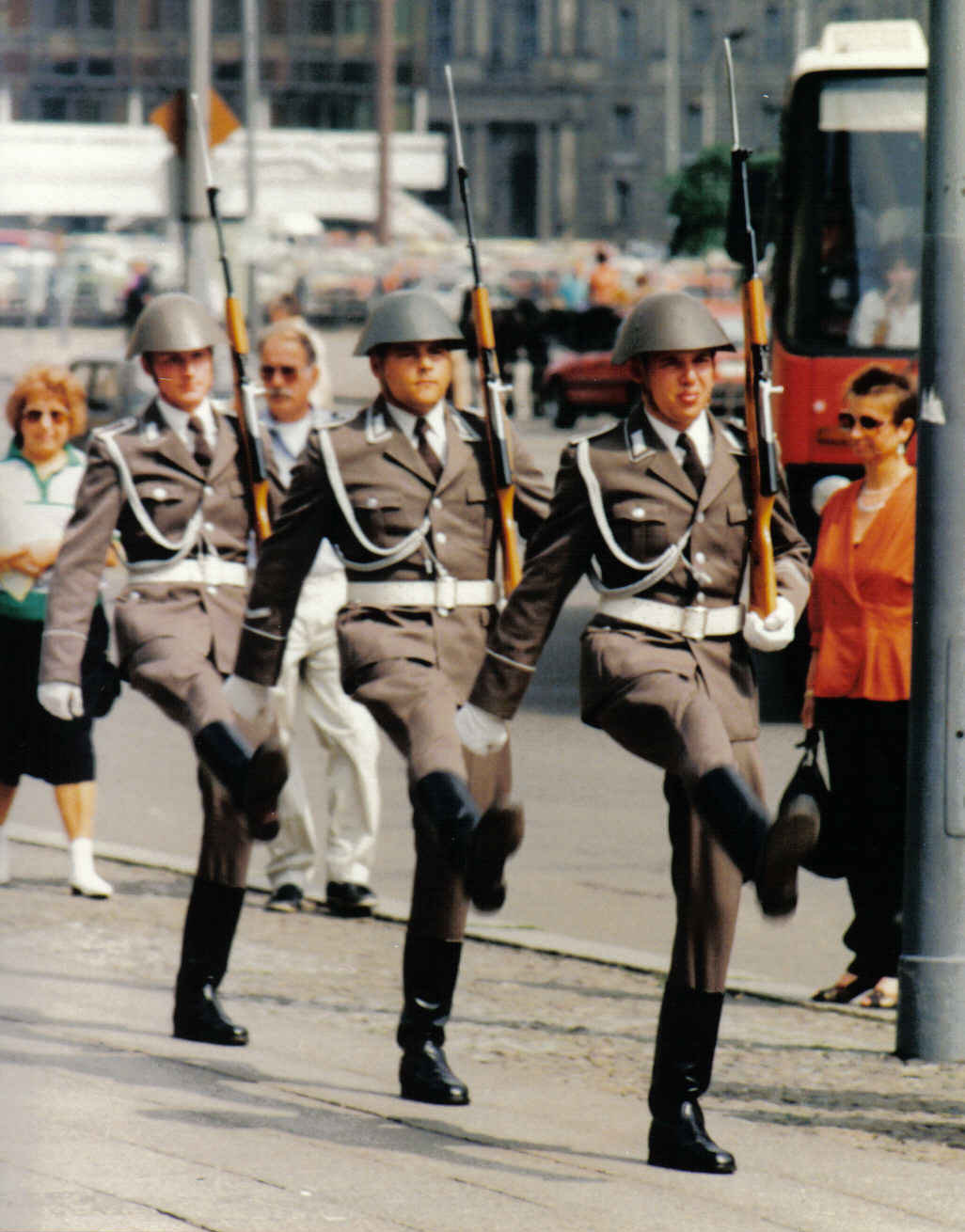
Exerzierschritt, passo dell'oca in versione ridotta della Nationale Volksarmee, DDR
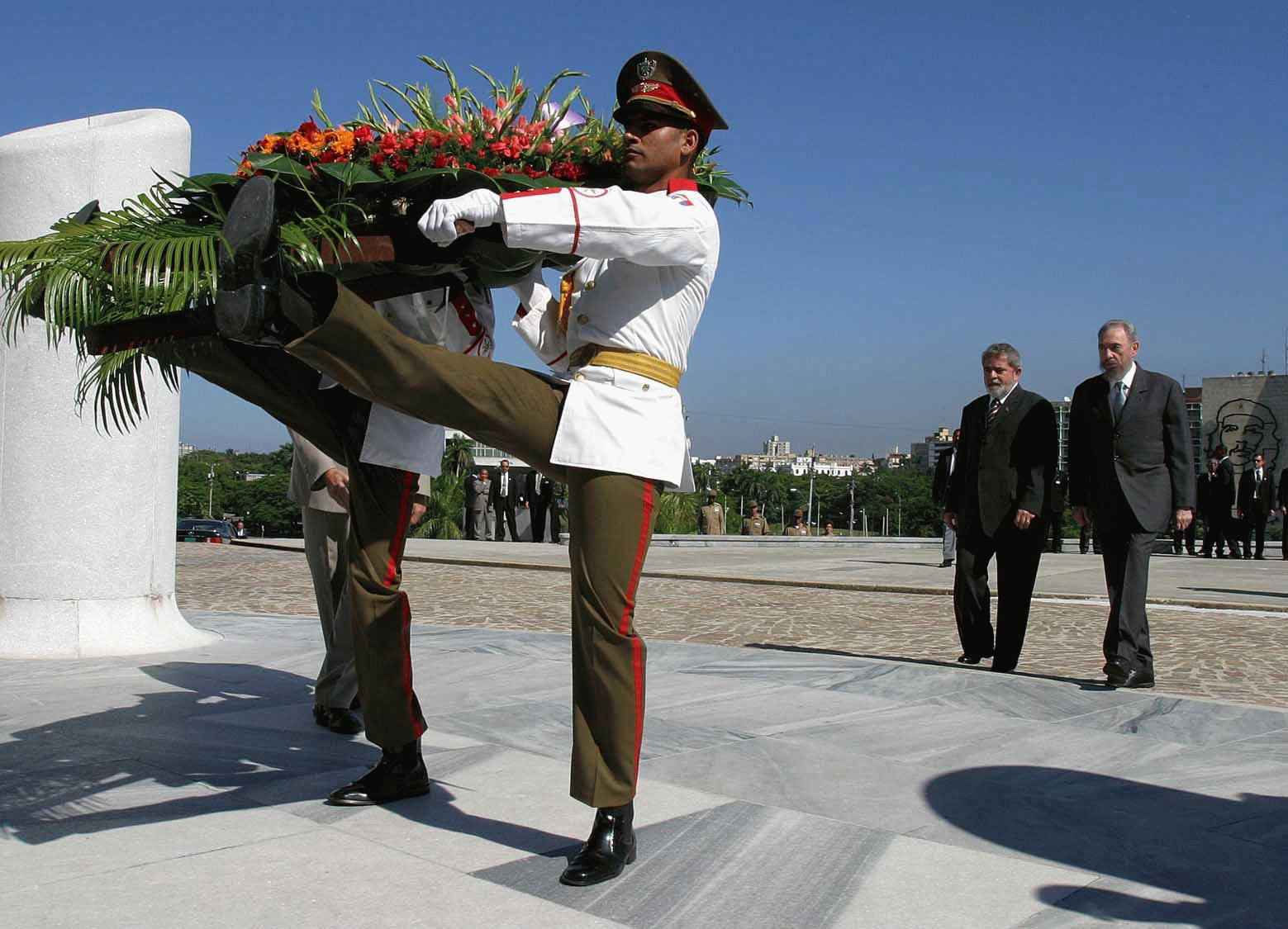
Cerimonia militare a L'Avana: passo dell'oca particolarmente pronunciato. Sullo sfondo, Fidel Castro
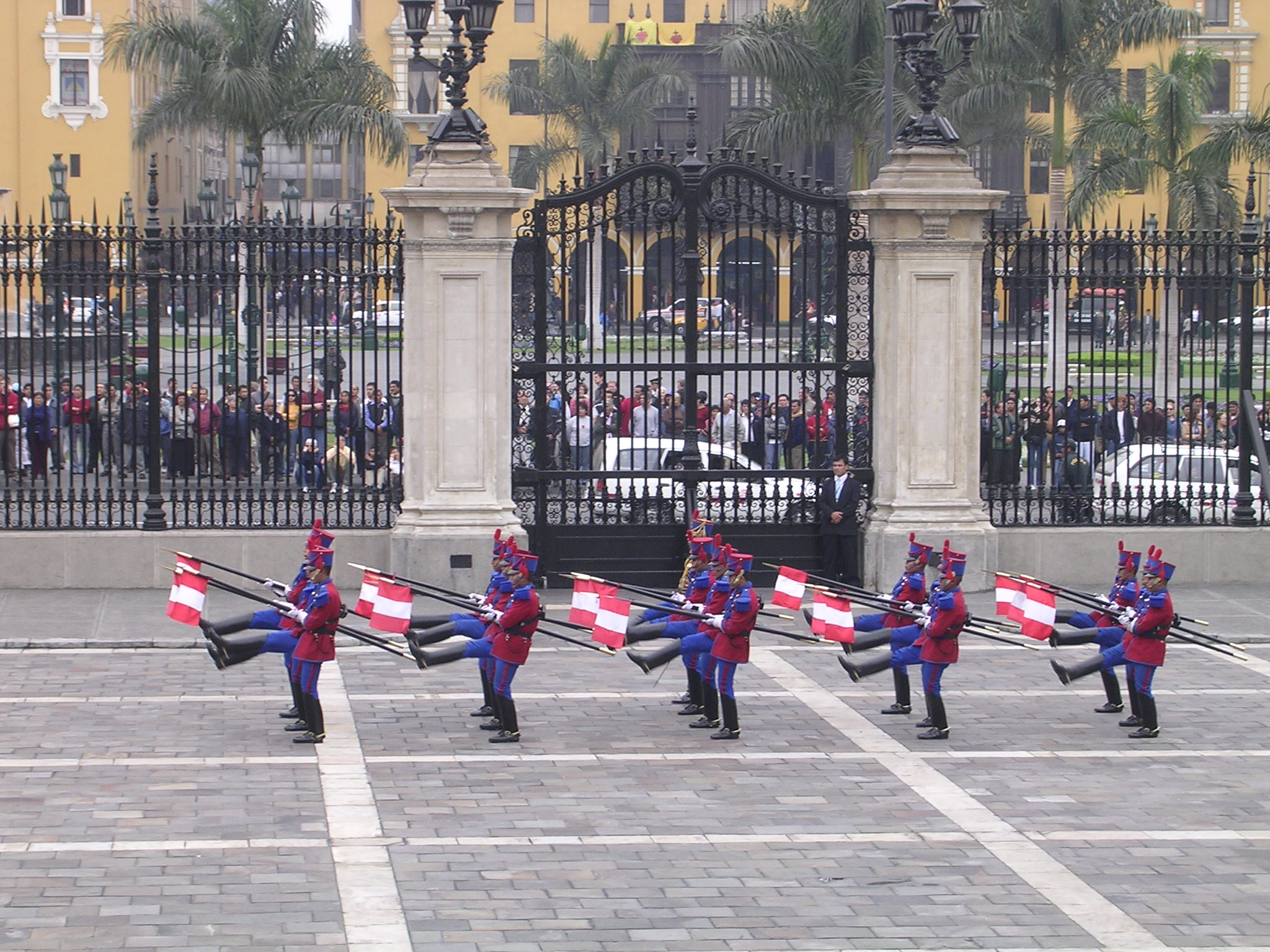
Cambio della guardia in Perù al palazzo presidenziale
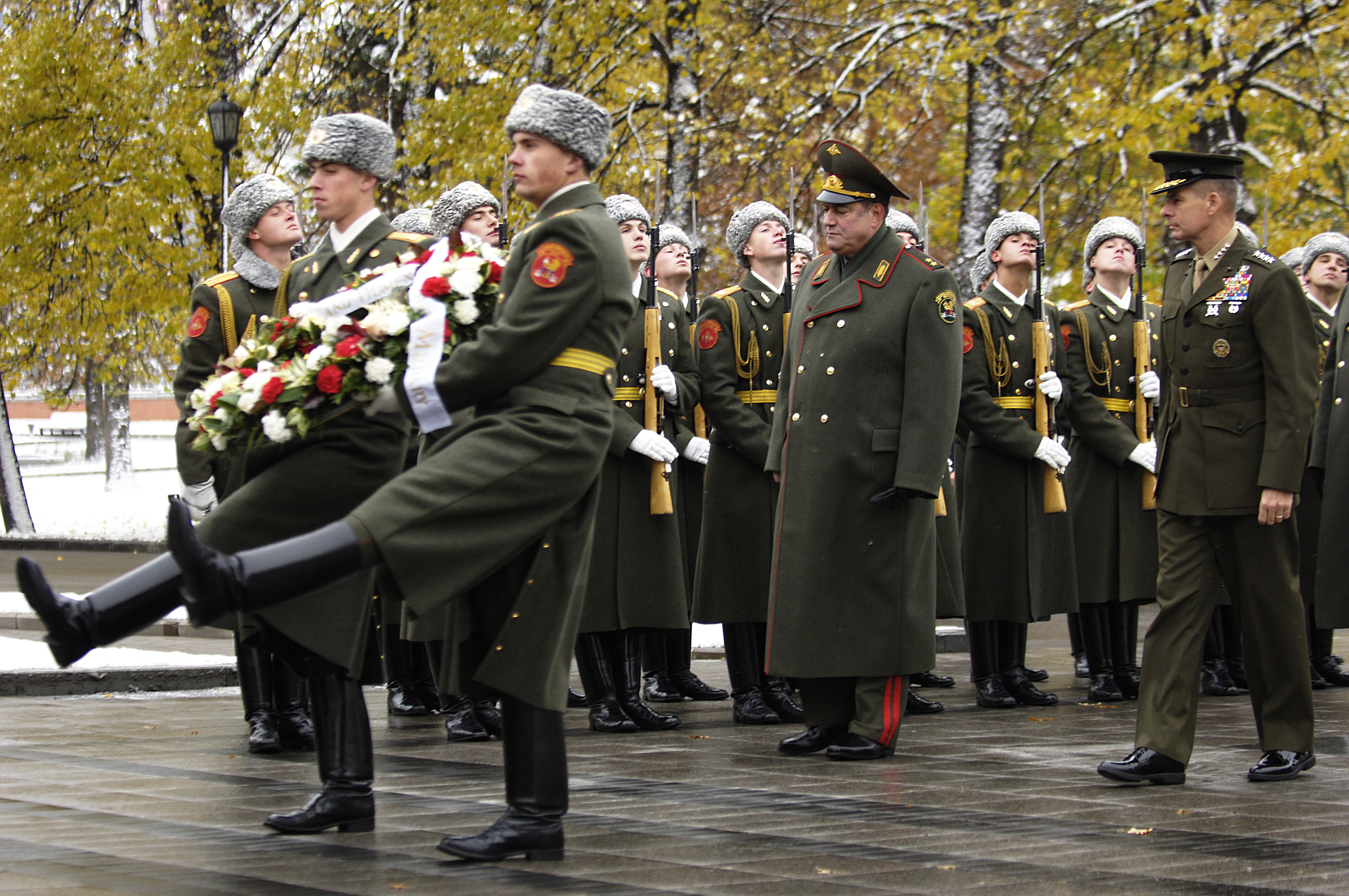
Omaggio al milite ignoto a Mosca (si noti, come nelle altre immagini, l'utilizzo di guanti bianchi)